# 12 to the Moon
12 to the Moon (talvolta scritto anche Twelve to the Moon) è un film di fantascienza del 1960 per la regia di David Bradley.
È un film a basso costo in bianco e nero che immagina lo sbarco sulla Luna, effettivamente avvenuto 9 anni dopo.
Il film è inedito in italiano.

## Produzione
Il costo di produzione del film fu di circa 150000 $ e le riprese durarono meno di una settimana.

## Critica
Fantafilm scrive che "Nella fantascienza cinematografica fine anni '50 tutto è ancora possibile: persino che la conquista della Luna sia frutto del lavoro congiunto di americani, russi, cinesi, messicani, polacchi, ebrei e via discorrendo.
Il nostro satellite è ancora abitato; [...] al posto di mostri, ragni giganti e belle ragazze, [...] un popolo di misteriosi seleniti [...].
Il film suggerisce la prospettiva di una fratellanza cosmica ma tutto passa in secondo piano di fronte all'ingenuità dell'insieme."